# Шарль Антуан Лемер

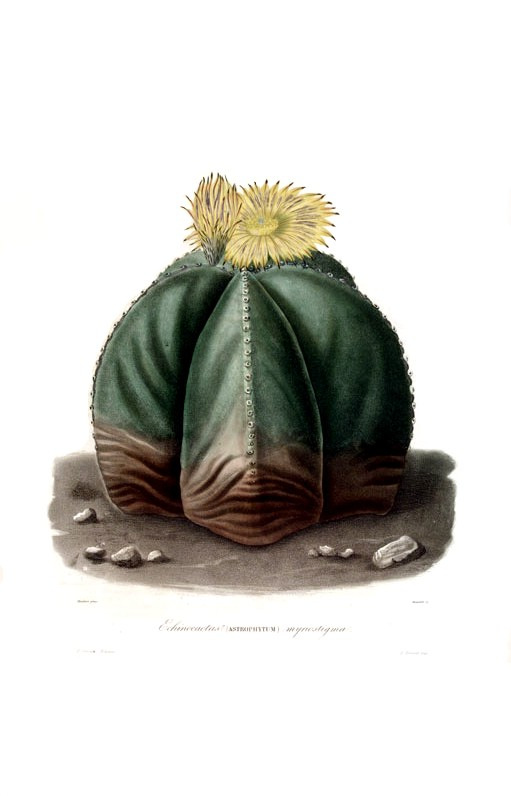
Astrophytum myriostigma Lem.

Шарль Антуан Лемер (фр. Charles Antoine Lemaire; 1 листопада 1800, Париж — 22 червня 1871, Париж) — французький ботанік та письменник, систематик живої природи, автор найменувань ряду ботанічних таксонів.

## Біографія
Лемер отримав всебічну освіту. Він навчався в Паризькому університеті та після закінчення отримав посаду професора класичної літератури в Університеті.
У якийсь момент академічної кар'єри його інтереси перемістилися в область ботаніки, чому сприяла його близька дружба з М. Ньюманом, головним садівником Музею природознавства, і це стало радикальної зміною в його житті.
Лемер розпочав свою наукову кар'єру, допомагаючи М. Матьє, працівнику паризького розплідника, у створенні колекції кактусів, і цим рослинам він присвятив більшу частину своєї подальшої роботи.
У 1835 році A. Кузен, видавець у Парижі, заснував садівничий журнал та попросив Лемера стати його редактором. З 1839 по 1844 рік Лемер редагував журнал «L'Horticulture universelle», у якому сам написав більшу частину змісту.
У 1845 році Лемер був запрошений у Гент в Бельгію, де зайняв посаду редактора журналу «Flore des serres et des jardins de l'Europe», заснованого Луї Ван-Гутом (нід. Louis van Houtte).
У 1851 він став редактором «Jardin Fleuriste» (до 1854), а з 1854 — «L'Illustration horticole», заснованого Амбруазом Вершаффелем, та займав цю посаду протягом шістнадцяти років (до 1870).
Лемер повернувся в Париж у 1870 році, помер там же 22 червня 1871 року.

## Наукова діяльність
На додаток до великої кількості його власних статей, які опубліковані в журналах, які редагував Лемер, він видав невеликі роботи про кактуси та сукуленти:
- «Cactearum aliquot novarum» (1838);
- «Cactearum genera nova speceesque novae etc. ordinatio nova» (Париж, 1839);
- «Iconographie descriptive des cactées» (Париж: H. Cousin, 1841—1847);
- «Les Cactées. Histoire, patrie, organes de végétation, inflorescence, culture, etc.» par Ch. Lemaire, Professeur de Botanique, rédacteur de l'Illustration horticole à Gand. Paris, Librairie agricole de la Maison rustique, 1868;
- «Les plantes grasses» (1869).

Плани Лемера щодо головної книги по кактусах не були реалізовані, хоча він зібрав для цього великий матеріал. Він жив у бідності більшу частину свого життя та не зміг знайти заможного спонсора.
Едуард Андре, його наступник на посту редактора «L'Illustration Horticole», написав про нього: «Нащадки оцінять Лемера вище, ніж його сучасники».

## Почесті
Австралійські рід трав'янистих чагарників Maireana названо на його честь.